# ماری تت
ماری ترزا تُت (ارمنی: Մարի Թերեզ Թոթ; متولد ۱۳۲۱ خورشیدی در تهران) بازیکن والیبال و مربی ایرانی ارمنی‌تبار است.

## زندگی ورزشی
شروع فعالیت‌های ورزشی وی در سال ۱۳۴۰ و پایان آن در سال ۱۳۵۲ با قهرمانی باشگاه‌های تهران بود. او به عضویت باشگاه‌های هما و انجمن دوشیزگان ایران درآمده، در اولین تیم ملی والیبال ایران حضور داشت و مدت ده سال متوالی (۱۳۳۹–۱۳۴۹) کاپیتان تیم ملی والیبال زنان ایران در مسابقات متعدد برون مرزی بوده‌است. در ششمین دوره بازی‌های آسیایی در بانکوک کاپیتان تیم ملی والیبال زنان ایران را به عهده داشت و مفتخر به کسب مقام سوم و مدال برنز گشت.
ماری تُت دارای مدرک کارشناس تربیت بدنی از دانشگاه تهران بود و پس از خداحافظی از عرصه ورزشی در دانشگاه تدریس نمود.

## کارنامه ورزشی
در سطح ملی
- مقام سوم در بازی‌های آسیایی بانکوک ۱۹۶۶ (کاپیتان تیم)
- رتبه چهارم در بازی‌های آسیایی بانکوک ۱۹۷۰

در سطح باشگاهی
- قهرمانی باشگاه‌های تهران

## نگارخانه

تیم ملی والیبال، دقایقی پیش از دریافت نخستین مدال تاریخ والیبال بانوان ایران. دوشنبه ۲۸ آذر ماه ۱۳۴۵ در تالار سرپوشیده بانکوک. از راست: دکتر لیلی امامی، دکتر عذرا ملک، ژاله سید هادی‌زاده، پری فردی، دکتر مینا فتحی، روحی پند نواز، نسرین شکوفی، مهری خرازی و ماری تت (کاپیتان)